# Sam Dylan

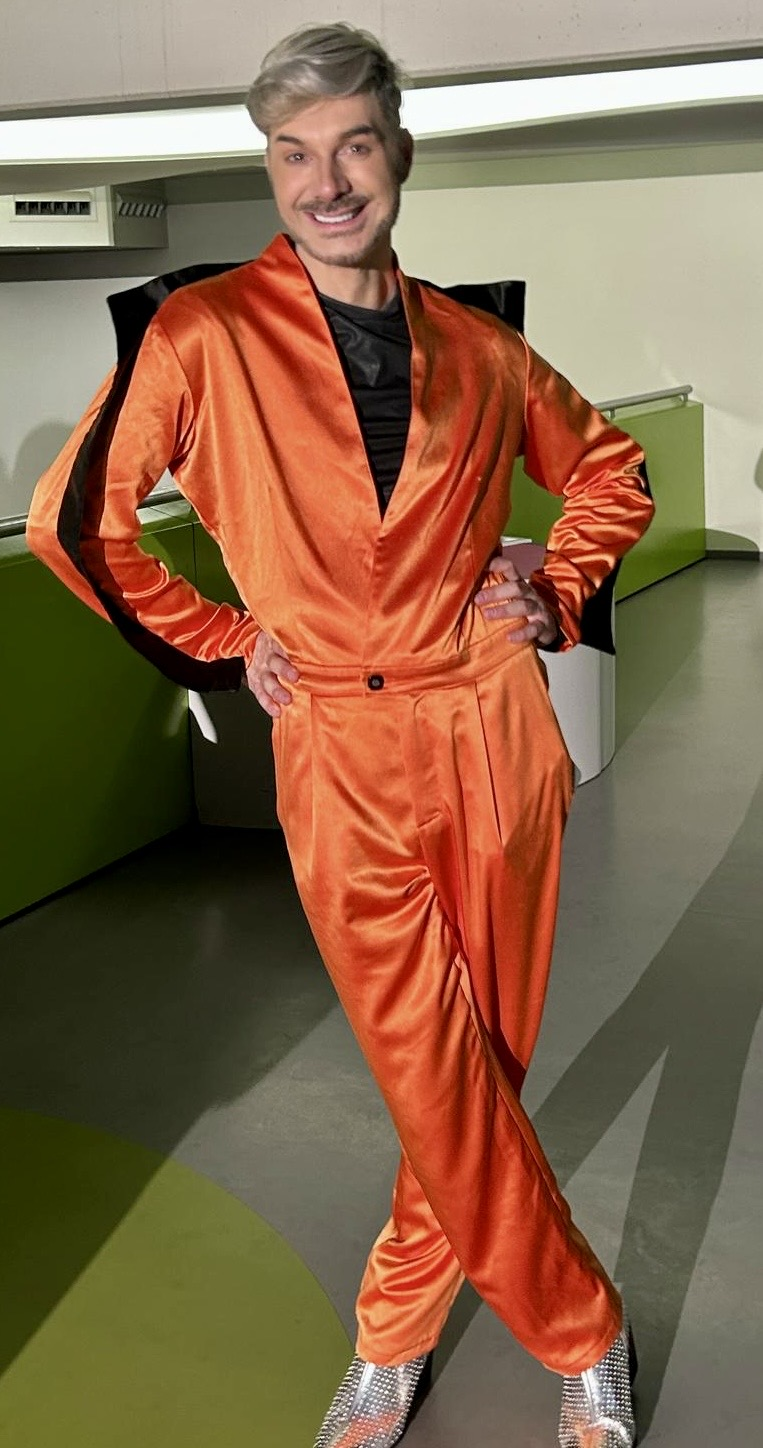
Sam Dylan (2025)

Sam Dylan (bürgerlich Sven Wölke; * 7. Februar 1985, nach eigenen Angaben * 7. Februar 1991, in Cloppenburg) ist ein deutscher Reality-TV-Darsteller.

## Werdegang
Dylan war in einer Vielzahl von Reality-TV-Sendungen zu sehen, erstmals im Jahr 2019 bei der ersten Staffel von Prince Charming. Im Sommer 2020 folgte die Teilnahme an Kampf der Realitystars auf RTL II. Im September 2020 verlor er beim Promiboxen gegen den Bachelor in Paradise-Teilnehmer Serkan Yavuz. Anfang 2021 war Sam Dylan Teilnehmer von Ich bin ein Star – Die große Dschungelshow. In der 2022 ausgestrahlten 10. Staffel von Promi Big Brother belegte Dylan den dritten Platz. Im Jahr 2023 war Dylan Teil von The Real Life. Gemeinsam mit seinem Partner Rafi Rachek gewann Dylan 2024 die 9. Staffel der Reality-Show Das Sommerhaus der Stars – Kampf der Promipaare. Im ab November 2024 gesendeten Das große Promi-Büßen ging er ebenfalls als Sieger hervor. Anfang 2025 belegte er in der 18. Staffel von Ich bin ein Star – Holt mich hier raus! den neunten Platz.
Seit August 2020 ist Dylan auch als Podcaster aktiv. 2021 war er mit seinem Podcast Nachricht von Sam als bester Newcomer für den „Deutschen Podcast Preis“ nominiert. Seit April 2024 veröffentlicht er gemeinsam mit Tanja Tischewitsch den Podcast Royal Spice.
Im Jahr 2022 war Sam Dylan als Street-Moderator bei den MTV Europe Music Awards 2022 in Düsseldorf aktiv.
2025 präsentierte Dylan seine Iconic Drama-Reality-Liveshow deutschlandweit in den Kinosälen des Kinounternehmen CinemaxX.
Dylan ist Geschäftsführer der Made with Love GmbH und betreibt seit Oktober 2024 durch die GmbH den Disney-Store „The House“ im Rhein-Center Köln. Weiterhin betreibt er über die GmbH den Online-Shop Sugarbody.de.

## Privates
Nach eigenen Angaben absolvierte Dylan in Cloppenburg das Abitur.
Im Dezember 2019 machte er im Showfinale des Bachelor-Spin-offs Bachelor in Paradise die Liebe zum Kandidaten Rafi Rachek öffentlich, der sich zuvor in der vierten Folge als homosexuell geoutet hatte. Im Mai 2021 wurde bekannt, dass Dylan und Rachek sich getrennt haben. Im Juli 2021 gab das Paar einen Neuanfang seiner Beziehung bekannt. Beide planten, mithilfe einer Leihmutter eine Familie zu gründen und sich während des Prozesses innerhalb einer Castingshow begleiten zu lassen. Dem zuvor kam ihre erneute Trennung, die im Juni 2022 bekannt wurde. Seit Januar 2024 sind Dylan und Rachek erneut liiert.

## Fernsehauftritte (Auswahl)
- 2019: Prince Charming (VOX)
- 2020: Kampf der Realitystars – Schiffbruch am Traumstrand (RTL II)
- 2020: Promiboxen (Sat.1)
- 2021: Ich bin ein Star – Die große Dschungelshow (RTL)
- 2021: Pocher vs. Influencer (RTL)
- 2021, 2023, 2024: Promi Big Brother – Die Late Night Show (Sat.1)
- 2022: MTV Europe Music Awards (Street-Moderation)
- 2022: Promi Big Brother (Sat.1)
- 2023: The Real Life (RTL+)
- 2023: Forsthaus Rampensau Germany (Pro 7)
- 2024: RTL Turmspringen (RTL)
- 2024: Discovering Canary Island (RakutenTV)
- 2024: The 50 (Amazon Prime Video)
- 2024: Das Sommerhaus der Stars – Kampf der Promipaare (RTL)
- 2024: Das große Promi-Büßen (Pro 7)
- 2024: Reality-Awards (RTL+) (Laudator)
- 2025: Ich bin ein Star – Holt mich hier raus! (RTL)
- 2025: The 50 (Amazon Prime Video)